# Henri Richard
Joseph Henri Richard (Montréal, 29 febbraio 1936 – Laval, 6 marzo 2020) è stato un hockeista su ghiaccio canadese.
Richard detiene tuttora il record per il maggior numero di campionati vinti in una lega nordamericana (11), al pari del solo Bill Russell, stella della pallacanestro NBA con i Boston Celtics.

## Carriera
Fratello minore (di quindici anni più piccolo) di Maurice The Rocket Richard, era soprannominato The Pocket-Rocket. Per tutta la sua carriera da professionista in NHL (dal 1955 al 1975) ha vestito la maglia dei Montréal Canadiens, con cui ha vinto 11 Stanley Cup: è il giocatore che ne ha vinte di più in assoluto. Fu anche il nono giocatore nella storia a mettere a segno 1000 punti in NHL. Eletto nella Hockey Hall of Fame nel 1979, è morto a Laval il 6 marzo 2020, all'età di 84 anni.

## Statistiche
Statistiche aggiornate.

### Club
| Stagione  | Squadra            | Stagione regolare | Stagione regolare | Stagione regolare | Stagione regolare | Stagione regolare | Stagione regolare | Playoff | Playoff | Playoff | Playoff | Playoff |
| Stagione  | Squadra            | Lega              | P                 | G                 | A                 | Pt                | PIM               | P       | G       | A       | Pt      | PIM     |
| --------- | ------------------ | ----------------- | ----------------- | ----------------- | ----------------- | ----------------- | ----------------- | ------- | ------- | ------- | ------- | ------- |
| 1951-1952 | Montréal Nationale | QJHL              | 49                | 23                | 32                | 55                | 35                | 4       | 1       | 0       | 1       | 0       |
| 1952-1953 | Montréal Nationale | QJHL              | 46                | 27                | 36                | 63                | 55                | 7       | 4       | 5       | 9       | 4       |
|           | Montréal Royals    | QMHL              | 1                 | 0                 | 0                 | 0                 | 0                 |         |         |         |         |         |
| 1953-1954 | Montréal Juniors   | QJHL              | 54                | 56                | 53                | 109               | 85                | 7       | 6       | 7       | 13      | 6       |
| 1954-1955 | Montréal Juniors   | QJHL              | 44                | 33                | 33                | 66                | 65                | 4       | 3       | 1       | 4       | 2       |
| 1955-1956 | Montréal Canadiens | NHL               | 64                | 19                | 21                | 40                | 46                | 10      | 4       | 4       | 8       | 21      |
| 1956-1957 | Montréal Canadiens | NHL               | 63                | 18                | 36                | 54                | 71                | 10      | 2       | 6       | 8       | 10      |
| 1957-1958 | Montréal Canadiens | NHL               | 67                | 28                | 52                | 80                | 56                | 10      | 1       | 7       | 8       | 11      |
| 1958-1959 | Montréal Canadiens | NHL               | 63                | 21                | 30                | 51                | 33                | 11      | 3       | 8       | 11      | 13      |
| 1959-1960 | Montréal Canadiens | NHL               | 70                | 30                | 43                | 73                | 66                | 8       | 3       | 9       | 12      | 9       |
| 1960-1961 | Montréal Canadiens | NHL               | 70                | 24                | 44                | 68                | 91                | 6       | 2       | 4       | 6       | 22      |
| 1961-1962 | Montréal Canadiens | NHL               | 54                | 21                | 29                | 50                | 48                | -       | -       | -       | -       | -       |
| 1962-1963 | Montréal Canadiens | NHL               | 67                | 23                | 50                | 73                | 57                | 5       | 1       | 1       | 2       | 2       |
| 1963-1964 | Montréal Canadiens | NHL               | 66                | 14                | 39                | 53                | 73                | 7       | 1       | 1       | 2       | 9       |
| 1964-1965 | Montréal Canadiens | NHL               | 53                | 23                | 29                | 52                | 43                | 13      | 7       | 4       | 11      | 24      |
| 1965-1966 | Montréal Canadiens | NHL               | 62                | 22                | 39                | 61                | 47                | 8       | 1       | 4       | 5       | 2       |
| 1966-1967 | Montréal Canadiens | NHL               | 65                | 21                | 34                | 55                | 28                | 10      | 4       | 6       | 10      | 2       |
| 1967-1968 | Montréal Canadiens | NHL               | 54                | 9                 | 19                | 28                | 16                | 13      | 4       | 4       | 8       | 4       |
| 1968-1969 | Montréal Canadiens | NHL               | 64                | 15                | 37                | 52                | 45                | 14      | 2       | 4       | 6       | 8       |
| 1969-1970 | Montréal Canadiens | NHL               | 62                | 16                | 36                | 52                | 61                | -       | -       | -       | -       | -       |
| 1970-1971 | Montréal Canadiens | NHL               | 75                | 12                | 37                | 49                | 46                | 20      | 5       | 7       | 12      | 20      |
| 1971-1972 | Montréal Canadiens | NHL               | 75                | 12                | 32                | 44                | 48                | 6       | 0       | 3       | 3       | 4       |
| 1972-1973 | Montréal Canadiens | NHL               | 71                | 8                 | 35                | 43                | 21                | 17      | 6       | 4       | 10      | 14      |
| 1973-1974 | Montréal Canadiens | NHL               | 75                | 19                | 36                | 55                | 28                | 6       | 1       | 2       | 3       | 4       |
| 1974-1975 | Montréal Canadiens | NHL               | 16                | 3                 | 10                | 13                | 4                 | 6       | 1       | 2       | 3       | 4       |

## Palmarès

### Club
- Stanley Cup: 11

 Montreal Canadiens: 1955-56, 1956-57, 1957-58, 1958-59, 1959-60, 1964-65, 1965-66, 1967-68, 1968-69, 1970-71, 1972-73

### Individuale
- Membro dell'Hockey Hall of Fame:

1979
- Bill Masterton Memorial Trophy: 1

1973-74
- NHL All-Star Team: 1

1957-58
- NHL Second All-Star Team: 3

1958-59, 1960-61, 1962-63
- NHL All-Star Game: 10

1956, 1957, 1958, 1959, 1960, 1961, 1963, 1965, 1967, 1974